# Alchemilla leptoclada
Alchemilla leptoclada är en rosväxtart som beskrevs av Robert Buser. Alchemilla leptoclada ingår i släktet daggkåpor, och familjen rosväxter. Inga underarter finns listade i Catalogue of Life.